# Robert Vandekerckhove
Robert Gerard Vandekerckhove (Ingelmunster, 30 juni 1917 - Mechelen, 23 februari 1980) was een Belgisch politicus voor de CVP.

## Levensloop

### Jeugd
Hij werd geboren in een gezin van zestien kinderen, waaronder ook Rik Vandekerckhove. Hun vader was aannemer in restauratiewerken en een tijdlang katholiek gemeenteraadslid in Ingelmunster.
In zijn jeugd was hij lid van de Katholieke Studenten Actie (KSA) en het Jong Volkse Front. In deze laatste beweging leerde hij Renaat Van Elslande en Dries Dequae, alsook zijn latere schoonbroer Albert De Clerck, vader van Stefaan De Clerck, kennen. Hij doorliep zijn humaniora aan het Sint-Amandscollege te Kortrijk, waar hij afstudeerde in 1935.

### Tweede Wereldoorlog
Vervolgens studeerde hij rechten aan de Katholieke Universiteit Leuven. Hij studeerde af in september 1940, tijdens de bezetting, als doctor in de Rechten en licentiaat in het Notariaat. Tijdens zijn schoolcarrière aan de KU Leuven was hij actief als redactielid van het maandblad Universitas en achtereenvolgens van 1937 tot 1939 secretaris en van 1939 tot 1940 ondervoorzitter van de studentenorganisatie Politica. Tijdens deze periode was hij ook actief in de Grammensactie. hij doctoreerde op artikel 918 van het Burgerlijk Wetboek, handelend over het erfrecht, en was als zodanig de inspirator van de interpretatieve wet uit 1960. Hij behaalde hiervoor een universitaire reisbeurs in 1948 voor de Verenigde Staten.
Na zijn studies was een tijdlang werkzaam als bediende bij het Centraal bureau voor Hypothecair Krediet te Brussel en vervolgens als stagiair-advocaat aan de balie van Kortrijk. Daarnaast doceerde hij notariële vakken aan het Hoger Instituut voor Bestuurswetenschappen te Elsene. Tijdens de Tweede Wereldoorlog was hij actief in het verzet bij de groepen Othello en Socrates. Zo smokkelde hij neergehaalde piloten via Spanje terug naar Engeland. Onmiddellijk na de oorlog werd hij nationaal directeur de Engelse Dienst van het ministerie van Ravitaillering en van het agentschap voor voedselvoorziening.

### CVP-PSC
Hij speelde een vooraanstaande rol bij de oprichting van de CVP-PSC na de Tweede Wereldoorlog. In februari 1945 werd hij aangesteld tot secretaris van het Voorlopig Organisatiecomité. Vanuit deze functie was hij mede-ontwerper van de partijstatuten en partijprogramma. Daarnaast richtte hij centrale partijorganen en lokale afdelingen op. Tijdens het stichtingscongres van 18-19 augustus 1945 werd hij samen met Désiré Lamalle aangesteld tot algemeen secretaris. Het werk van Vandekerckhove in deze was in deze periode opgebouwd rond twee pijlers, met name vernieuwing van de partijkaders en het herstel van de parlementaire democratie. Deze functie vervulde hij tot 30 augustus 1947, vervolgens ging hij aan de slag als notaris te Mechelen. Op 17 april 1948 huwde hij met Marie-Gerarde de Brabandere, met wie hij vijf kinderen zou krijgen. Van oktober 1952 tot aan zijn dood in 1980 was Vandekerckhove gemeenteraadslid van Mechelen.
In 1952 werd hij lid van het nationaal comité van de PSC-CVP. Na de verkiezingen van 1 juni 1958 werd hij gecoöpteerd senator in de Senaat, wat hij bleef tot aan zijn dood. Van 1968 tot 1972 was hij ondervoorzitter van de Senaat. Tijdens het CVP-PSC-congres van 6 maart 1960 te Charleroi pleitte hij voor de erkenning van een Vlaamse Gemeenschap. Datzelfde jaar werd hij actief in de parlementaire CVP-pressiegroep 'Comité der Acht'. In deze periode werkte hij mee aan de taalwetgeving voor de Regering-Lefèvre I. Daarnaast was hij de drijvende kracht achter de eerste Vlaamse CVP-studiedag. Deze handelde rond drie thema's: de zetelaanpassing, de grondwetsherziening en Brussel. In 1964-1965 nam hij deel aan de rondetafelconferentie tussen de christendemocraten, liberalen en socialisten betreffende de voorbereiding van de grondwetsherziening. Als senator was hij tevens verantwoordelijk voor talrijke wetswijzigingen zoals onder andere de pachtwetgeving en het erfrecht van de langstlevende echtgenoot.
Daarnaast speelde hij een actieve rol in de schoolstrijd.  Zo was hij betrokken bij de financieringswetten en de oprichtingswetten voor Antwerpen en Limburg.  Hij was in 1963 Jos De Saeger opgevolgd als nationaal ondervoorzitter. In april 1969, tijdens het eerste congres van de zelfstandige CVP werd hij tot voorzitter van de Vlaamse vleugel verkozen. Vanuit deze positie was hij nauw betrokken bij de regeringsvorming van de Regering-Harmel I, Vanden Boeynants I, Eyskens IV en V. Ook was hij vanuit deze hoedanigheid betrokken bij de tweede fase van de universitaire expansie. Hij oefende deze functie uit tot 1972.
Na de herschikking van de Regering-Tindemans I werd hij samen met François Perin (RW) in juni 1974 aangesteld tot Minister voor Hervorming der Instellingen. Beide heren werden belast met de uitvoering van artikel 107 quater van de grondwet betreffende de gewestvorming. Deze wet van 1 augustus 1974 had de oprichting van twee nieuwe organen tot doel: de oprichting van de gewestraden en de Ministeriële Comités voor Gewestelijke Aangelegenheden. Daarnaast was hij de lanceerder van de idee van de 'persoonsgebonden materies' ter bescherming van de Vlamingen in Brussel.
Op 7 juni 1977 werd hij tot voorzitter van de Senaat verkozen, wat hij ook bleef tot aan zijn dood. Daarnaast werd hij voorzitter van de senaatscommissie betreffende de Staatshervorming. Vanuit deze functie was hij van dichtbij betrokken bij de besprekingen rond het Egmontpact en de voorbereiding van de grondwetsherziening van 1980. In de periode december 1971-februari 1980 had hij als gevolg van het toen bestaande dubbelmandaat ook zitting in de Cultuurraad voor de Nederlandse Cultuurgemeenschap, die op 7 december 1971 werd geïnstalleerd en de verre voorloper is van het Vlaams Parlement. Hij was er de eerste voorzitter van tussen 7 december 1971 en 9 maart 1974.
Op 23 februari 1980 overleed hij onverwacht aan een hartaanval.

## Publicatie
- De geleidelijke officiële aanvaarding van de Nederlandste taal in België, 1969.